# 复旦大学附属中山医院厦门医院
复旦大学附属中山医院厦门医院是一所大型综合性三级医院，由复旦大学和厦门市人民政府合作建设，全国首批10个国家区域医疗中心当中第一家揭牌单位。

## 歷史
2014年8月8日，厦门市和复旦大学签署《合作建设运营“复旦大学附属中山医院厦门医院”协议书》，共建复旦大学附属中山医院厦门医院。
2015年9月18日项目正式动工。
2017年8月20日开业典礼，投入试运营。
2018年1月8日全面开诊。
2020年10月22日，首个国家区域医疗中心揭牌仪式举行。